# Galea (género)
Los cuises moros (Galea) forman un género de roedores integrado en la familia de los cávidos. Está formado por 5 especies vivientes, que habitan en las estepas  del oeste y sur de Sudamérica.

## Taxonomía
Galea fue descrito originalmente en el año 1832 por el naturalista alemán Franz Julius Ferdinand Meyen.
Subdivisión
Este género se compone, además de algunas especies fósiles, de 5 especies vivientes:
- Galea comes Thomas, 1919[7]
- Galea leucoblephara Burmeister, 1861
- Galea flavidens (Brandt, 1835)
- Galea musteloides Meyen, 1832
  - G. m. monasteriensis[8] Solmsdorff & Kock & Hohoff & Sachser, 2004
- Galea spixii (Wagler, 1831)

El género se caracteriza por poseer molares superiores con un ﬂexo superﬁcial en cada lóbulo y p4 con una prolongación del lóbulo anterior desarrollado.

## Distribución
Sus especies se distribuyen desde Brasil y Perú hasta Bolivia, Chile y el sur de Argentina.